# The Millionaire Vagrant
The Millionaire Vagrant is een Amerikaanse dramafilm uit 1917 onder regie van Victor Schertzinger. Destijds werd de film in Nederland uitgebracht onder de titel De millionair landlooper.

## Verhaal
De miljonair Steven Du Peyster heeft weinig begrip voor de armen. Hij wedt met de advocaat Malcolm Blackridge dat hij moeiteloos kan overleven op zes dollar per week. Om de weddenschap te winnen verhuist Steven naar de sloppen. Hij sluit er vriendschap met het winkelmeisje Ruth Vail. Steve komt erachter dat Malcolm de armen uitbuit, als Ruth wordt opgepakt op verdenking van prostitutie. Tijdens de rechtszaak komen de wanpraktijken van Malcolm aan het licht, als Ruth onthult dat ze een detective is. Na de arrestatie van Malcolm besluit Steven zijn vooroordelen over armoede bij te stellen met Ruth aan zijn zijde.

## Rolverdeling
| Acteur            | Personage          |
| ----------------- | ------------------ |
| Charles Ray       | Steven Du Peyster  |
| Sylvia Breamer    | Ruth Vail          |
| J. Barney Sherry  | Malcolm Vail       |
| John Gilbert      | Malcolm Blackridge |
| Elvira Weil       | James Cricket      |
| Dorcas Matthews   | Peggy O'Connor     |
| Aggie Herring     | Betty Vanderfleet  |
| Josephine Headley | Squidge            |
| Carolyn Wagner    | Rose               |
| Walt Whitman      | Oude boekhouder    |